# Jozias van Aartsen

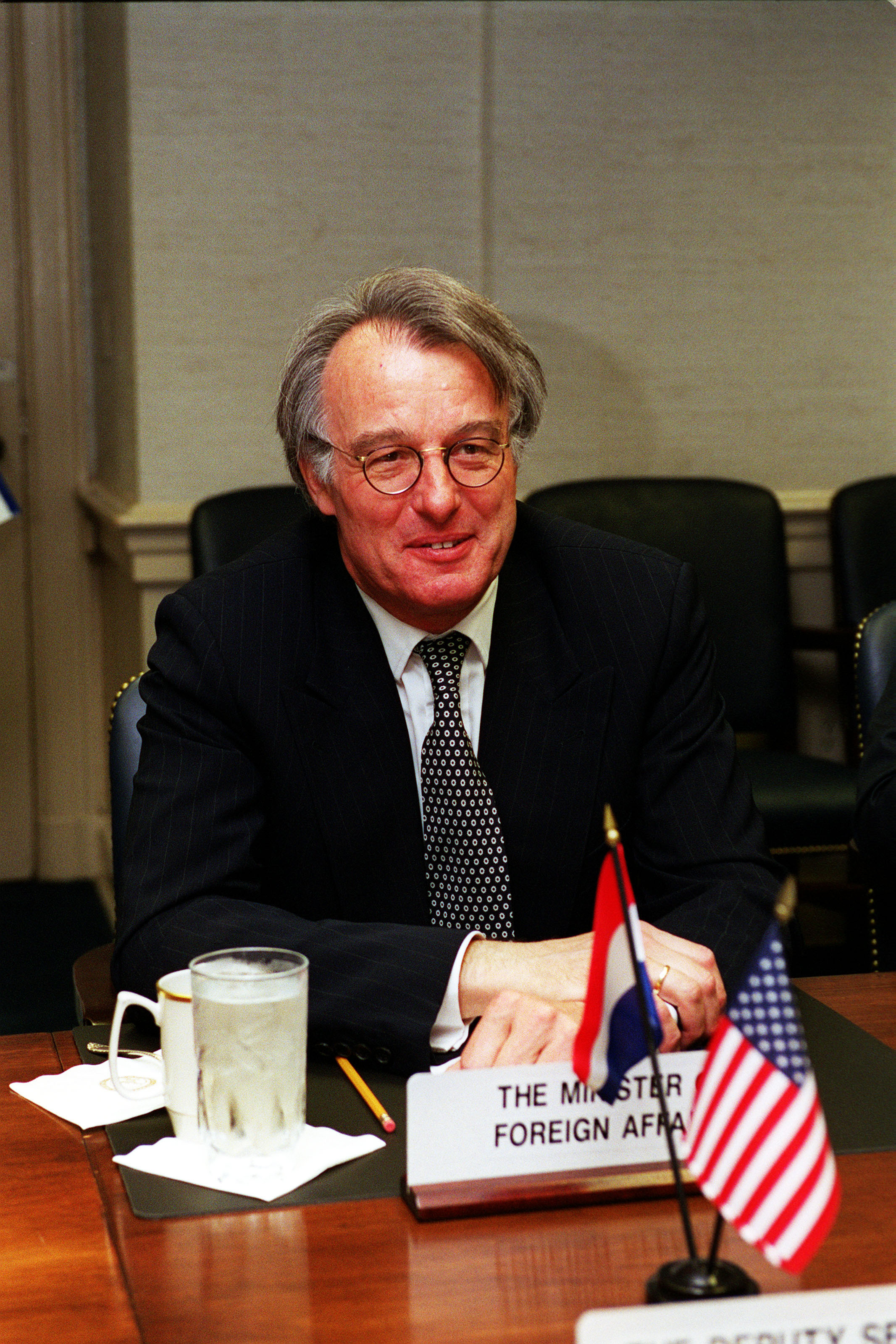
Jozias van Aartsen am 18. Mai 2001 während eines Besuchs in den USA

Jozias Johannes van Aartsen (* 25. Dezember 1947 in Den Haag) ist ein niederländischer Politiker (VVD). Er war von 1998 bis 2002 Außenminister der Niederlande, von 2004 bis 2006 politischer Leiter seiner Partei und von 2008 bis 2017 Bürgermeister von Den Haag.

## Biografie
Jozias van Aartsen ist ein Sohn des Politikers Jan van Aartsen von der calvinistischen ARP, der von 1958 bis 1965 Minister für Verkehr bzw. Bau- und Wohnungswesen war. Er selbst absolvierte nach dem Abschluss des altsprachlichen Gymnasiums ein Jurastudium an der Freien Universität Amsterdam. Anschließend war er zwischen 1970 und 1974 für die Parlamentsfraktion der rechtsliberalen Volkspartei für Freiheit und Demokratie (VVD) tätig. Danach arbeitete er bis 1979 als Direktor der Telderstiftung, des Forschungsinstituts der VVD und übte in dieser Funktion Einfluss auf Diskussionen in seiner Partei aus.
Von 1979 bis 1983 war van Aartsen Büroleiter und anschließend Stellvertreter des Generalsekretärs im niederländischen Innenministerium. Von 1985 bis 1994 leitete er als Generalsekretär die Geschäfte des Ministeriums und hatte u. a. auch die Aufsicht über das frühere Computerzentrum der Regierung (RCC) inne.
Im sozial-liberalen ersten Kabinett von Ministerpräsident Wim Kok (PvdA) wurde van Aartsen am 22. August 1994 Landwirtschaftsminister und war damit gleichzeitig zuständig für die Fischerei. In krisenhaften Lagen wie beim Ausbruch der Schweinepest traf er trotz Bauernprotesten klare Entscheidungen, und die Zweite Kammer beschloss u. a. auch gegen starke Opposition, den Schweinebestand durch gesetzliche Vorschriften zu verringern.
Nach den Parlamentswahlen vom 6. Mai 1998 wurde van Aartsen in der Neuauflage der so genannten „violetten Koalition“ Außenminister (Vereidigung 3. August) und damit Nachfolger von Hans van Mierlo. Die Regierung stand aufgrund von Schwierigkeiten u. a. in den Bereichen der Ökonomie, Gesundheit und Ausländerpolitik unter Druck; und störend wirkte auch Koks de facto allein getroffener Beschluss über eine niederländische Teilnahme an der Bombardierung Jugoslawiens durch die NATO-Mächte (1999) sowie die darauffolgende politische Auseinandersetzung bezüglich der Behandlung von ins Land geflüchteten Bosniern. Die Zusammenarbeit von Kok und van Aartsen verlief friktionsreich; und beide Politiker warfen sich bisweilen gegenseitig diplomatische Alleingänge vor. Am 16. April 2002 trat Koks Kabinett zurück, blieb aber interimistisch bis zum 22. Juli 2002 im Amt, womit auch van Aartsen bis zu diesem Zeitpunkt das Amt des Außenministers weiter ausübte. Sein Nachfolger wurde Jaap de Hoop Scheffer (CDA).
Bei der Parlamentswahl im Mai 2002 wurde van Aartsen in die Zweite Kammer des niederländischen Parlaments gewählt. Die VVD war in dieser Zeit nach starken Stimmenverlusten Juniorpartner im Kabinett Balkenende I. Nachdem die populistische Lijst Pim Fortuyn die Koalition aufgekündigt hatte, gab es im Januar 2003 eine vorgezogene Neuwahl, bei der van Aartsens Abgeordnetenmandat bestätigt wurde. In der neuen Regierung wurde der VVD-Chef Gerrit Zalm Finanzminister und van Aartsen im Mai 2003 als dessen Nachfolger zum Fraktionsvorsitzenden der VVD in der Zweiten Kammer gewählt. Im November 2004 übernahm er von Zalm auch die Rolle des politischen Leiters seiner Partei. Am 8. März 2006 gab er jedoch seinen Rücktritt bekannt. Als Grund gab er das enttäuschende Wahlergebnis seiner Partei VVD an, die bei den Kommunalwahlen wiederholt deutlich an Stimmen verlor. Neuer Partei- und Fraktionschef wurde Mark Rutte. Van Aartsen gehörte der Zweiten Kammer noch bis zur Wahl im November 2006 als einfacher Abgeordneter an.
Ab dem 27. März 2008 war van Aartsen vom Gemeinderat gewählter Bürgermeister von Den Haag. In dieser Position wurde er 2013 für eine weitere sechsjährige Amtszeit bestätigt. Er trat am 1. März 2017 zurück, um seiner Nachfolgerin und Parteikollegin Pauline Krikke zu ermöglichen, mit Amtserfahrung in die im Folgejahr anstehende Kommunalwahl zu gehen.
Infolge des Rücktritts des bisherigen Kommissars des Königs in der Provinz Drenthe, Jacques Tichelaar (PvdA), übernahm van Aartsen diese Position übergangsweise vom 20. April 2017 bis zum 1. Dezember 2017. Nach dem Tod des Amsterdamer Bürgermeisters Eberhard van der Laan (PvdA) war van Aartsen vom 4. Dezember 2017 bis zum 11. Juli 2018 kommissarischer Bürgermeister der niederländischen Hauptstadt.